# Harry Daniels
Harry Clifton Daniels (Boston, 23 giugno 1900 – Chicago, 21 febbraio 1965) è stato un pallanuotista statunitense.
Ha fatto parte degli Stati Uniti che ha partecipato ai Giochi di Amsterdam 1928, raggiungendo il 5º posto.